# ポポローグ
『ポポローグ』は、1998年11月26日にソニー・コンピュータエンタテインメントから発売されたPlayStation用のRPG。「ポポロクロイス物語」ゲームシリーズの第2作目にあたる。

## 概要
前作『ポポロクロイス物語』の2年後という設定で、シリーズでは番外編的な作品。ストーリーとは直接関係のないキャラクターを雇ってパーティーを組む傭兵システムと、ローグライクゲームの特徴を持った自動生成ダンジョンを採用。長大なダンジョンの攻略に重点が置かれるなど、物語よりゲーム性を重視した作品となっている。前作で集めた「おみやげ」はメモリーカードのデータで本作に引き継ぐことが可能である（同様に、本作で集めた「おみやげ」は『ポポロクロイス物語II』に引き継ぐことが可能）。
キャッチコピーは「『お母さんを返せ!』の次は『お父さんのバカ!』だ」。
2007年10月10日より、PLAYSTATION 3・PSP向けゲームアーカイブスで配信が開始された。

## あらすじ
ある日、ピエトロが城を抜け出して近くの丘の上でのんびりと空を眺めていると、突然黒い影がポポロクロイスを覆い隠し、異次元世界へと引き込んでいった。そこは「夢幻フィールド」と呼ばれる異世界で、さまざまな時空から寄せ集められた空間で成り立っていた。この異世界の調査に出かけた兵士たちが行方不明になるという非常事態のさなかに国王までが失踪してしまう。いなくなった人々を連れ戻し、王国を元の世界に戻すため、ピエトロ王子が冒険の旅に出る。

## 施設
傭兵所
本作の仲間キャラである傭兵が集う施設。傭兵の雇用(有料)や解雇ができる他、ダンジョンに探索に出すこともできる。
スタビン屋
トンクウにある店。スタンプビンゴカード、略してスタビンカードを貰え、世界中にあるスタンプ台でスタンプを押し、5×5のマス内の列を揃えていく。ビンゴ数に応じて賞品が貰える。
鍛冶屋
トンクウにある店。「でんせつの～」とつく装備品を鍛えてくれるが、お金だけでなく、鉱石が必要。
グルメパレス
ガバスに存在。ビンで捕獲したモンスターを持ってくると、料理を作ってくれ、それを食べるとキャラのステータスに色んな変化が現れる。

## 世界（村・城・町）
ポポロクロイス城
パウロ国王が治める城。城内は研究室などがあり、施設も充実している。
ポポロクロイス城下町
城に隣接する町。よろず屋、宿屋など建物も充実しており、住民もたくさん暮らしている。ゲームを進めれば傭兵所も開設される。
タキネン村
迷いの森を抜けた先にある、田舎の雰囲気を感じさせる村。ギルダの館、王家の洞窟の通過点にもなっている。
ギルダの館
ギルダとナルシアが住んでいる。冒険先では二人がピエトロの手助けをしてくれる。
新ガミガミ魔王城
夢幻世界へ連れ込まれてしまったガミガミ魔王が造り上げた城。ポポロクロイス城下町から獣道である西の山脈を越えた先に位置する。火山地帯にあるため、豊富に噴き出す蒸気を動力源としている。城の内部にはガミガミダンジョンと名付けられたダンジョンがあり、格納庫へ続いている。
トンクウ
海辺の河口に造られた、商業と交易の町。ポポロクロイス城下町から夢幻フィールドとなったポポロ草原の先に位置する。二つの大きなデパートが対立していて、町もそれを表すかのように二分された形をしている。デパートのほか、魔法書等を扱う小規模店舗や鍛冶屋などほかの町にはない多彩な施設がある。奥には大十字路へ続くあやかしの洞窟が存在する。また、冒険の終盤には、重要な拠点としての意味合いを持ってくる。
大十字路（三又路）
トンクウ、コロモック、ガバス、そして失われた町の4つの町をつなぐ中間地点。初めて訪れたときはガバスへ通じる道が橋が壊れているが、コロモックに緑が戻った後は橋が修復され、ガバスへ進めるようになる。
コロモック（緑の村）
砂漠に囲まれた村。大十字路から灼熱洞穴を越えた先に位置する。カチコチ族とフサフサ族という二つの民族が暮らしている。かつてこの地で水をめぐって争い共に息絶えた、2匹の竜の骨を住居に利用している。村の真ん中にある井戸のお陰で一帯は緑豊かだったが、いつしか井戸の水が枯れてしまい、その水を巡って民族間のいざこざが絶えないようになってしまった。村の周囲を囲む形で置かれている石や棒は全て墓である。村に緑が戻った後は、天空城へ続く巨大な豆の木が生え、新ガミガミ魔王城へ続く海底大回廊が出現する。
ガバス
恐怖の宗教とカジノがはびこる娯楽都市。大十字路から大氷穴を越えた先に位置する。街全体が一つの大きなタワーになっていて、上層の階には金持ちが暮らす住居、最上階には大富豪の暮らす豪邸がある。また、地下にはカジノで負けた人間が働かされている地下発電所が存在する。近郊に巣食う2つの夢魔によって、人々は飽くなき欲望と底知れぬ恐怖にとらわれている。なお、ピエトロは子供のためカジノの利用はできない。
失われた町
寂れ、廃れてしまった町。大十字路から石畳の迷宮を越えた先にある。もともとここに住んでいた住人は、夢幻魔王イドの夢と同化することを望み、自らイドの夢へ取り込まれた。この町の宿には、その時に住人達が使った怪しげなベッドが今も残っている。
ムーンスター
かつて失われた町に住んでいた人たちが暮らす、イドの夢の中にある町。夢に対して独特な思想を持つ者が多い。町の外は、現在イドが覗き見ている人物の夢へと繋がっている。住人達はイドの目覚めが近い事を察しているが、それによって現在暮らしているこの夢の世界自体、すなわち自分自身が消滅するということを当然のように受け入れている様子である。
過去のポポロクロイス城下町
パウロ国王がまだ少年時代だった頃の町。現在の町に比べればまだ建設中の部分も目立つ。
過去のポポロクロイス城
パウロの父ペトロフが治める城。城下町と同じようにまだ建設中の部分も目立つ。
開拓者の家
過去のタキネン村。現在と比べ、家や住民の数も少なく、タキネン村が栄え始めようとしている。
過去のギルダの館
若い頃のギルダが修行をしている場面に出会うことができる。

## ダンジョン
迷いの森
城下町とタキネン村の間に現れた森。序盤と言うこともあり、弱いモンスターが登場するが、ゲームを進行することにより、強いモンスターも出現するようになる。
王家の洞窟
竜の翼、竜の像を取りにいくことになる洞窟。終盤では最深部に行くことができる。
西の山脈
城下町と新ガミガミ魔王城を繋ぐ山道。魔王城近くということもあってか、ロボット系のモンスターも出現する。
ガミガミダンジョン
ガミガミ魔王が作り出したアトラクションのダンジョン。ロボット系のモンスターが数多く登場する他、最深部にはとても強いモンスターが住んでいる。格納庫に進むためにはここを通る必要がある。
ポポロ草原
城下町とトンクウを繋ぐ草原。草原ということもあり虫系のモンスターが登場する。なお、ここに入れるのはガミガミダンジョン攻略後になる。
あやかしの洞窟
トンクウと大十字路の間に聳え立つ洞窟。洞窟内は光が届かないため暗い。最深部では鉱石などの貴重な物が採れる。
灼熱洞穴
大十字路とコロモック村を結ぶ洞穴。洞穴内は灼熱のマグマが吹き上がっており、炎系のモンスターが数多く登場する。この洞穴は冒険を進めることで、大きく広がる。
カラカラ砂漠（カラカラ草原）
ピラミッドへ行くための唯一の通路。砂漠に緑が復活した後は、カラカラ草原と名前が変わってしまい、出現するモンスターも変化する。
ピラミッド
憎悪のミーソスが支配するダンジョン。コロモックからカラカラ砂漠（砂漠に緑が蘇ったあとはカラカラ草原と名前が変わる）を越えた先に位置する。ピラミッドの奥には、砂漠に潤いをもたらす"ファラオの水"があるため、村を救おうと何人もの者が向かったが、生きて帰ってきた者はいない。入口は封印されており、ソシムを連れていないと中へ入ることができないが、ミーソスを倒した後は自由に出入りできるようになる。
海底大回廊
砂漠に緑が復活した後、コロモックの宿屋入り口付近に登場する回廊。水中ということだけあって魚系のモンスターが登場する。緑が復活した直後は少ししか進めないが、冒険を進めることによって奥まで進めるようになる。人生相談オヤジが店を構えているのもここである。ちなみに、回廊を抜けた先は新ガミガミ魔王城である。
大氷穴
大十字路とガバスを結ぶ氷道。氷の世界ということで氷系や雪系のモンスターが数多く出現する。このフィールドには貴重なものが落ちている。
死者の回廊
ガバスと幽霊城を結んでいる墓地。ゾンビ系のモンスターが数多く出現し、謎解きを迫られる箇所も存在する。
幽霊城
恐怖のデイモスが支配するダンジョンで、デイモス教の総本山。ガバスの教会から死者の回廊を越えた先に位置する。元は教会だったようだが、その面影がうかがえないほど荒れ果てている。なお、デイモスから開放されると、タキネン村に繋がる長寿の大木が出現する。
長寿の大木
デイモスを倒した後、死者の回廊と幽霊城の間に出現する大木のフィールド。タキネン村に行くことができる。
奇妙な湿原
黄金と死の迷宮に行くための通路。迷宮の開かない扉の謎もここにある。
黄金と死の迷宮
欲望のオレクシスが支配するダンジョン。ガバスのよろず屋から奇妙な湿原を越えた先に位置する。名前の通り多くの財宝が眠ると言われるが、生きて帰ってきた者がほとんどいないなど危険も伴うため、ある程度ゲームを進めるまではよろず屋の亭主に引きとめられてしまう。
豆の木の上
コロモックに突如生えた大きな豆の木。不思議な雲の上を進んでいくことになる。
天空城
怠惰のアルゴスが支配するダンジョン。コロモックに生えた豆の木を登りきった先にある。元々はボリスが城主だったが、アルゴスによって追い出された。城はアルゴスによってお菓子に変えられ、城の兵士たちもお菓子に変えられている。アルゴスとは、巨大なケーキに変わった玉座で戦うことになる。
石畳の迷宮
大十字路から失われた町に行くための迷宮。道のりは短いが、ゲームが進むと複雑な構造に変化する。
過去のポポロ草原
ムーンスターの町及び過去の城下町を結ぶ草原。現代で登場したモンスターのミニサイズのものが登場する。
過去の迷いの森
過去の城下町と開拓者の家を結ぶ森。
過去の王家の洞窟
パウロ王子と入ることになる洞窟。最深部ではピエトロは衝撃の事実を知ることになる。
夢幻城（夢の入口・夢幻の迷宮・夢幻大空洞）
夢幻魔王イドの居城で、夢幻世界の中心にある。内部には3つのダンジョンが存在し、最上階には捕らえた者を石像にして飾る"囚われの間"がある。なお、夢幻城に入るためには、イドを封印していた鏡の力で結界を解除しなければならない。
夢の王家の洞窟
夢の続きのポポロクロイス城下町の脇にある洞窟。階層は50階と深く、過去の世界でのみ出現するモンスターを除く全ての種類のモンスターが生息している。

## 登場人物

### 傭兵
ダイソン（声・立木文彦）
ピエトロが初めて出会う傭兵。木こりの家の出身ということもあり、得意武器は斧で、剣やグローブも使える。ただし魔法は苦手。
メル（声・こおろぎさとみ）
聖系や回復系、補助系を得意とする。序盤でピエトロと出会うため、最初から雇える傭兵でもある。
ロビン（声・関俊彦）
狩人ということもあり、弓を使った攻撃が得意で、剣も使える。補助系の魔法を覚える。
ドグマ（声・石森達幸）
元僧侶。魔法を使った攻撃が得意で、闇系の最強魔法を覚えるという優れたキャラクター。最初からたくさん魔法を覚えているうえ、レベルアップしてから覚える魔法も多い。ちなみに、本編で呪系の魔法を使えるのはドグマのみ。
レパルド（声・屋良有作）
剣を得意とし、槍も使え、魔法も使える、バランスのとれたキャラクター。回復系や補助系の魔法も覚えるので回復役としても使える。
ミーシャ（声・二又一成）
素早さが高く、得意武器の剣の他に弓やグローブも扱うことが出来る。
ザッパ（声・郷里大輔）
ハンマーを得意とするドラゴン。面倒くさがりだが、ハンマーを一振りするだけで敵に大ダメージを与えることができる。
クルト（声・山口勝平）
ミルトの双子の兄であり妖精。回復系や補助系の魔法は使えないが、氷や聖の魔法に優れており、それらの最強魔法を覚えることができる。
ミルト（声・氷上恭子）
クルトの妹。地系や回復系、補助系の魔法を得意とする。
ボリス（声・子安武人）
回復系や補助系の魔法は覚えられないが、剣を得意とし、杖も使え、攻撃魔法も得意というバランスのよいキャラクター。実は天空城と大きな関係を持った人物でもある。
ゼノン（声・辻村真人）
ロボット。ゼノンを完成させるためには、世界中に散らばった部品を集める必要がある。装備できる武器はなく、魔法も覚えられないが、専用必殺技をたくさん覚えることができる。
ラウラ（声・勝生真沙子）
盗賊で、アイテムを盗む必殺技を覚える。剣を使った攻撃が得意だが、弓も使える。
ユキ（声・皆口裕子）
忍者の頭領の孫娘。ムサシを追っている。武器攻撃と回復魔法が得意で、素早さが高い。
ムサシ（声・松本保典）
ユキの許嫁。ユキに比べて魔法は苦手だが、専用必殺技をたくさん覚えることができる。ちなみに、ムサシを雇うためには各地で何度もムサシに会わなくてはならない。
パウロ（声・高山みなみ）
過去の世界で出会うピエトロそっくりの少年。実はピエトロの父、パウロである。親子ということだけあって、ピエトロに似た力を持っている。
タモタモ（声・千葉繁）
一度ゲームをクリアした後で出会うことになる謎の人物。魔法を使った攻撃がかなり得意。呪系の魔法も使える。
ドン（声・立木文彦）
タモタモと同じく、クリアした後に雇える傭兵。ポポロクロイスの兵士であり、全ての武器を装備できる。
ゴン（声・子安武人）
ドンと同じく、クリアした後に雇うことができる傭兵。ポポロクロイスの兵士であり、全ての武器を装備できる。

### 仲間にできる村人
ネル
ポポロクロイス城下町に住む犬。戦闘で一緒に戦ってくれる。
トモ
ポポロクロイス城に住む猫。技を何も持たない。
イメルダ
タキネン村に住む洗濯おばさん。店での買い物で値段を割引してくれるほか、戦闘で敵を攻撃してくれる。
ジニー
トンクウの踊り子。味方をサポートする踊りが得意。
ミミ
トンクウに住む猫。ピエトロを全快できるが、技を使うとパーティーから離脱してしまう。
ノース
コロモックの宿屋。仲間を回復してくれる。
イムジー
コロモックの道具屋。アイテムの売買、鑑定をしてくれる。
ワトソン
ガバスにいる探険家。戦闘終了後、宝箱の出現確率を上げてくれる。
ボルグ
黄金と死の迷宮の入口にいるおじさん。戦闘終了後に手に入るお金が増えるほか、宿屋に泊まったあとプレゼントをくれる。
マルコ
ポポロクロイス城下町のよろず屋にいる男の子。何も技を持っていない。

## 主題歌
- エンディング「月の魔法 星の夢～夢を彷徨う人へ」

歌：利衣　作詞：田森庸介　作曲：佐橋佳幸　編曲：佐橋佳幸/石川鉄男

## サウンドトラック
- ポポローグ オリジナル・サウンドトラック（1998/12/2）